# Lingue nipponiche
Le lingue nipponiche sono una famiglia linguistica che include il giapponese e le lingue dell'arcipelago delle Ryūkyū.

## Classificazione
Il giapponese e le lingue ryukyuane sono gli unici esponenti della famiglia linguistica delle lingue nipponiche. Dal punto di vista filogenetico le lingue nipponiche si considerano solitamente isolate.
Vari studiosi utilizzano il termine Protogiapponese (dall'inglese Proto-Japonic) per indicare la protolingua di tutte le varietà delle lingue moderne del Giappone, ovvero la lingua moderna giapponese, i dialetti del Giappone e tutte le forme di lingua parlata nelle isole Ryukyu.

## Storia
Le lingue di questa famiglia diversero da una lingua comune, chiamata Proto-Giapponese o Proto-Giapponese-Ryukyano, in un momento imprecisato anteriore al VII secolo, quando è attestato il primo scritto in giapponese. Hattori ha posto questa separazione nel periodo Yamato, che convenzionalmente va dal 250 al 710 d.C.

## Membri

### Ethnologue (2015)
Le lingue nipponiche secondo Ethnologue sono classificabili in:
- giapponese
- ryukyuano
  - amami-okinawa
    - amami-okinawa settentrionale
    - amami-okinawa meridionale

  - sakishima